# آرشي باترورث
آرشي باترورث (بالإنجليزية: Archie Butterworth)‏ هو سائق سباق ومصمم ومخترِع ومهندس أيرلندي، ولد في 19 يونيو 1912 في وترفورد في جمهورية أيرلندا، وتوفي في 12 فبراير 2005.